# Two for the Price of One
«Two for the Price of One» (с англ. — «Две по цене одной») — песня шведской поп-группы ABBA, вошедшая в их альбом 1981 года The Visitors. Песня также появилась в альбоме 1986 года ABBA Live.

## Содержание
В песне рассказывается история молодого человека, увидевшего в брачной газете объявление, в котором некая девушка предлагала лишь за один звонок получить не только её, но и некую подругу (отсюда и название — «Две по цене одной»). В последних строчках выяснилось, что второй «в комплекте» шла её мама.